# Бюро Центрального комитета Коммунистической партии Беларуси
Бюро Центрального комитета Коммунистической партии Беларуси (бел. Бюро Цэнтральнага камітэта Камуністычнай партыі Беларусі), сокращённо Бюро ЦК КП(б)Б — руководящий орган Коммунистической партии Беларуси, избиравшийся пленумами Центрального комитета для руководства партийной и политической работой, хозяйственным и культурным строительством между пленумами ЦК.

## История
Работа Бюро Центрального комитета началась с проведения VIII съезда КП(б)Б, когда было решено не только создать Центральный Комитет, но и Бюро ЦК одновременно с этим. Созданный орган существовал до 1962 года, так как на основании решения ноябрьского Пленума ЦК КПСС пленум ЦК КПБ 18 декабря 1962 года вместо Бюро ЦК КПБ создал Президиум ЦК КПБ и два отраслевых Бюро: Бюро ЦК КПБ для руководства сельским хозяйством и Бюро ЦК КПБ для руководства промышленностью и строительством. На основании решения ноябрьского (1964) Пленума ЦК КПСС пленум ЦК КПБ 24 ноября 1964 упразднил отраслевые Бюро.
Пленум ЦК КПБ 24 июня — 25 июня 1966 года переименовал Президиум ЦК КПБ в Бюро ЦК КПБ.
25 августа 1991 года Верховный Совет БССР принял постановление о временном приостановлении деятельности КПСС-КПБ на территории Беларуси, связи с чем ЦК КПБ также приостановил свою деятельность.